# Болонья (станция метро)
Боло́нья (итал. Bologna) — станция линии B римского метрополитена. Открыта в 1990 году.

## Окрестности и достопримечательности
Вблизи станции расположены:
- Пьяцца Болонья
- Почтовое отделение на Пьяцце Болонья
- Сант-Аньезе-фуори-ле-Мура
- Мавзолей Констанции
- Вилла Торлония

## Наземный транспорт
Автобусы: 61, 62, 168, 309, 310, 445, 542.